# (65872) 1997 VQ2
(65872) 1997 VQ2 là một tiểu hành tinh vành đai chính. Nó được phát hiện qua chương trình tiểu hành tinh Beijing Schmidt CCD ở trạm Xinglong ở tỉnh Hồ Bắc, Trung Quốc ngày 1 tháng 11 năm 1997.